# Активни државни саветник Руске Федерације I класе
Активни државни саветник Руске Федерације I класе (рус. действительный государственный советник Российской Федерации 1 класса) је највиши државни чин цивилне службе Русије.

## Преглед
Звање активног државног саветника Руске Федерације I класе први пут је уведено доношењем Савезног закона од 31. јула 1995. бр. 119-ФЗ О основама државне службе Руске Федерације (као квалификациона класа) и задржано је са доношењем Савезног закона од 27. јула 2004. бр. 79-ФЗ О државној цивилној служби Руске Федерације (као чин државне цивилне службе).
Чин додељује председник Русије. Овaj чин је за степеницу виши од чина активног државног саветника Руске Федерације II класе.
Према табели одобреној указом председника Руске Федерације од 1. фебруара 2005. бр. 113, чин активног државног саветника Руске Федерације I класе једнак је војном чину генерала армиjе или адмирала флоте.
| Период времена | Број особа                      |
| -------------- | ------------------------------- |
| 1995–1999      | 174                             |
| 2000–2004      | 143                             |
| 2005–2009      | 96                              |
| 2010–2014      | 145                             |
| 2015–2019      | 88                              |
| 2020–2024      | 78 (ажурирано: 4. јануар 2023.) |